# Yukari Ichijō
Yukari Ichijo (一条ゆかり Ichijō Yukari?), nacida el  19 de septiembre de 1949, en Okayama, Japón, es una mangaka japonesa. 
Hizo su debut profesional en 1968 con Yuki no Serenade. En 1986, recibe el Kodansha Manga Award en la categoría shōjo por el manga Yūkan Club, y en el 2007 recibe en el Festival de arte de Japón un premio por su obra Pride. muchas de sus series fueron adaptadas en forma de OVA, películas, etc.